# Deathwish Inc.
Deathwish Inc. (oft nur Deathwish genannt) ist ein US-amerikanisches Hardcore-Punk-Label, das 2001 von Jacob Bannon, Sänger von Converge, und Tre McCarthy gegründet wurde.

## Geschichte
Deathwish Inc. wurde im Jahr 2001 gegründet, die erste Veröffentlichung war eine Split-EP von Converge und Hellchild. Auf dem Label unterschrieben, auch aufgrund der Berühmtheit des Gründers Jacob Bannon, schnell mehrere Hardcore-Punk-Bands. 2007 fusionierte Deathwish Inc. mit dem Label Malfunction Records. Ursprünglich sollten beide Labels dennoch weiter existieren, dennoch erschien 2008 die letzte Veröffentlichung von Malfunction.
2012 gründete der Sänger von Touché Amoré Jeremy Bolm sein eigenes Sublabel Secret Voice, auf dem bis jetzt sechs Künstler unterschrieben haben.
Ein anderes Sublabel ist Icarus Records, welches für experimentellere Bands zuständig ist, jedoch in den letzten Jahren nur von zwei Künstlern Alben veröffentlichte.

## Künstler
Die nachfolgenden Auflistungen stellen jeweils nur einen Teil der Bands dar.

### Aktuelle
- AC4
- Birds in Row
- Bossk
- Code Orange
- Converge
- Deafheaven
- Modern Life Is War
- Oathbreaker
- Rise and Fall
- Self Defense Family

### Ehemalige
- 100 Demons
- 108
- A Life Once Lost
- Boysetsfire
- Extreme Noise Terror
- Jacob Bannon
- Jesuseater
- Terror
- Touché Amoré
- Uboa

### Ehemalige bei Malfunction Records
- American Nightmare
- Trash Talk